# أيزو 3166-2:LK

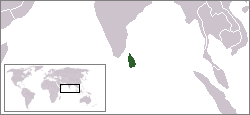

أيزو 31166-2:LK هو الجزء المخصص لدولة سريلانكا في أيزو 3166-2، وهو جزء من معيار أيزو 3166 الذي نشرته المنظمة الدولية للتوحيد القياسي (أيزو)، والذي يُعرف رموز لأسماء التقسيمات الرئيسية (مثل الأقاليم، الجهات، المقاطعات أو الولايات) من جميع البلدان في ترميز أيزو 3166-1.
يتكون كل رمز من جزئين مفصولين بواصلة. الجزء الأول هو LK، وهو رمز وأيزو 3166-1 حرفي 2 للبلد. أما الجزء الثاني فهو عبارة عن حرف أو حرفين يرمز لتقسيم فرعي.

## الرموز الحالية

### المقاطعات
| الرمز | اسم التقسيم                          | اسم التقسيم (لغة سنهالية) | اسم التقسيم (لغة تاميلية) |
| ----- | ------------------------------------ | ------------------------- | ------------------------- |
| LK-1  | المقاطعة الغربية (سريلانكا)          | Basnāhira paḷāta          | Mel mākāṇam               |
| LK-2  | المقاطعة الوسطى (سريلانكا)           | Madhyama paḷāta           | Mattiya mākāṇam           |
| LK-3  | المقاطعة الجنوبية (سريلانكا)         | Dakuṇu paḷāta             | Tĕṉ mākāṇam               |
| LK-4  | المقاطعة الشمالية (سريلانكا)         | Uturu paḷāta              | Vaṭakku mākāṇam           |
| LK-5  | المقاطعة الشرقية (سريلانكا)          | Næ̆gĕnahira paḷāta         | Kil̮akku mākāṇam           |
| LK-6  | المقاطعة الشمالية الغربية (سريلانكا) | Vayamba paḷāta            | Vaṭamel mākāṇam           |
| LK-7  | المقاطعة الشمالية الوسطى (سريلانكا)  | Uturumæ̆da paḷāta          | Vaṭamattiya mākāṇam       |
| LK-8  | مقاطعة يوفا                          | Ūva paḷāta                | Ūvā mākāṇam               |
| LK-9  | مقاطعة ساباراغاموا (سريلانكا)        | Sabaragamuva paḷāta       | Chappirakamuva mākāṇam    |

### المديريات
| الرمز | اسم التقسيم         | اسم التقسيم (لغة سنهالية) | اسم التقسيم (لغة تاميلية) | رمز التقسيم الأم |
| ----- | ------------------- | ------------------------- | ------------------------- | ---------------- |
| LK-11 | مديرية كولومبو ‏     | Kŏḷamba                   | Kŏl̮umpu                   | LK-1             |
| LK-12 | مديرية جامباها ‏     | Gampaha                   | Kampahā                   | LK-1             |
| LK-13 | مديرية كالوتارا ‏    | Kaḷutara                  | Kaḷuttuṟai                | LK-1             |
| LK-21 | مديرية كاندي ‏       | Mahanuvara                | Kaṇṭi                     | LK-2             |
| LK-22 | مديرية ماتال ‏       | Mātale                    | Māttaḷai                  | LK-2             |
| LK-23 | مديرية نوارا إليا ‏  | Nuvara Ĕliya              | Nuvarĕliyā                | LK-2             |
| LK-31 | مديرية جالي         | Gālla                     | Kāli                      | LK-3             |
| LK-32 | مديرية ماتارا ‏      | Mātara                    | Māttaṛai                  | LK-3             |
| LK-33 | مديرية هامبانتوتا ‏  | Hambantŏṭa                | Ampāntōṭṭai               | LK-3             |
| LK-41 | مديرية جافنا ‏       | Yāpanaya                  | Yāl̮ppāṇam                 | LK-4             |
| LK-42 | مديرية كيلينوتشي ‏   | Kilinŏchchi               | Kiḷinochchi               | LK-4             |
| LK-43 | مديرية منار ‏        | Mannārama                 | Maṉṉār                    | LK-4             |
| LK-44 | مديرية فافونيا ‏     | Vavuniyāva                | Vavuṉiyā                  | LK-4             |
| LK-45 | مديرية مولايتيفو ‏   | Mulativ                   | Mullaittīvu               | LK-4             |
| LK-51 | مقاطعة باتيكالوا    | Maḍakalapuva              | Maṭṭakkaḷappu             | LK-5             |
| LK-52 | مديرية أمبارا ‏      | Ampāra                    | Ampāṟai                   | LK-5             |
| LK-53 | مديرية ترينكومالي ‏  | Trikuṇāmalaya             | Tirukŏṇamalai             | LK-5             |
| LK-61 | مديرية كورونيغالا ‏  | Kuruṇægala                | Kurunākal                 | LK-6             |
| LK-62 | مديرية بوتالام      | Puttalama                 | Puttaḷam                  | LK-6             |
| LK-71 | مديرية انورادهابورا | Anurādhapura              | Anurātapuram              | LK-7             |
| LK-72 | مديرية بولوناروا ‏   | Pŏḷŏnnaruva               | Pŏlaṉṉaṛuvai              | LK-7             |
| LK-81 | مديرية بادولا ‏      | Badulla                   | Patuḷai                   | LK-8             |
| LK-82 | مديرية موناراغالا ‏  | Mŏṇarāgala                | Mŏṉarākalai               | LK-8             |
| LK-91 | مديرية راتنابورا ‏   | Ratnapura                 | Irattiṉapuri              | LK-9             |
| LK-92 | مديرية كيجاللا ‏     | Kægalla                   | Kekālai                   | LK-9             |